# Seznam španskih filologov
Seznam španskih filologov.

## A
- Amado Alonso
- Damaso Alonso
- Ramon Aramon (1907-2000)

## B
- Adolfo Bonilla

## C
- Juan Calderón
- Concha Casado (1920-2016)
- Américo Castro (1885-1972)
- Joan Corominas
- Fernando Corripio

## G
- Emilio García Gómez

## L
- Rafael Lapesa

## M
- Marcelino Menéndez Pelayo
- Ramón Menéndez Pidal
- Manuel Milá y Fontanals

## N
- Tomás Navarro Tomás

## O
- Federico de Onís

## P
- Antonio Puigblanch

## S
- Felipe Scío de San Miguel
- Francisco Sánchez de las Brozas
- Antonio Solalinde

## Z
- Alonso Zamora Vicente